# Chiesa di San Martino (Villa Lagarina)
La chiesa di San Martino è una chiesa cattolica situata in località Trasiel, nel comune di Villa Lagarina, in provincia di Trento; è sussidiaria della parrocchiale di San Lazzaro di Pedersano e fa parte dell'arcidiocesi di Trento.

## Storia

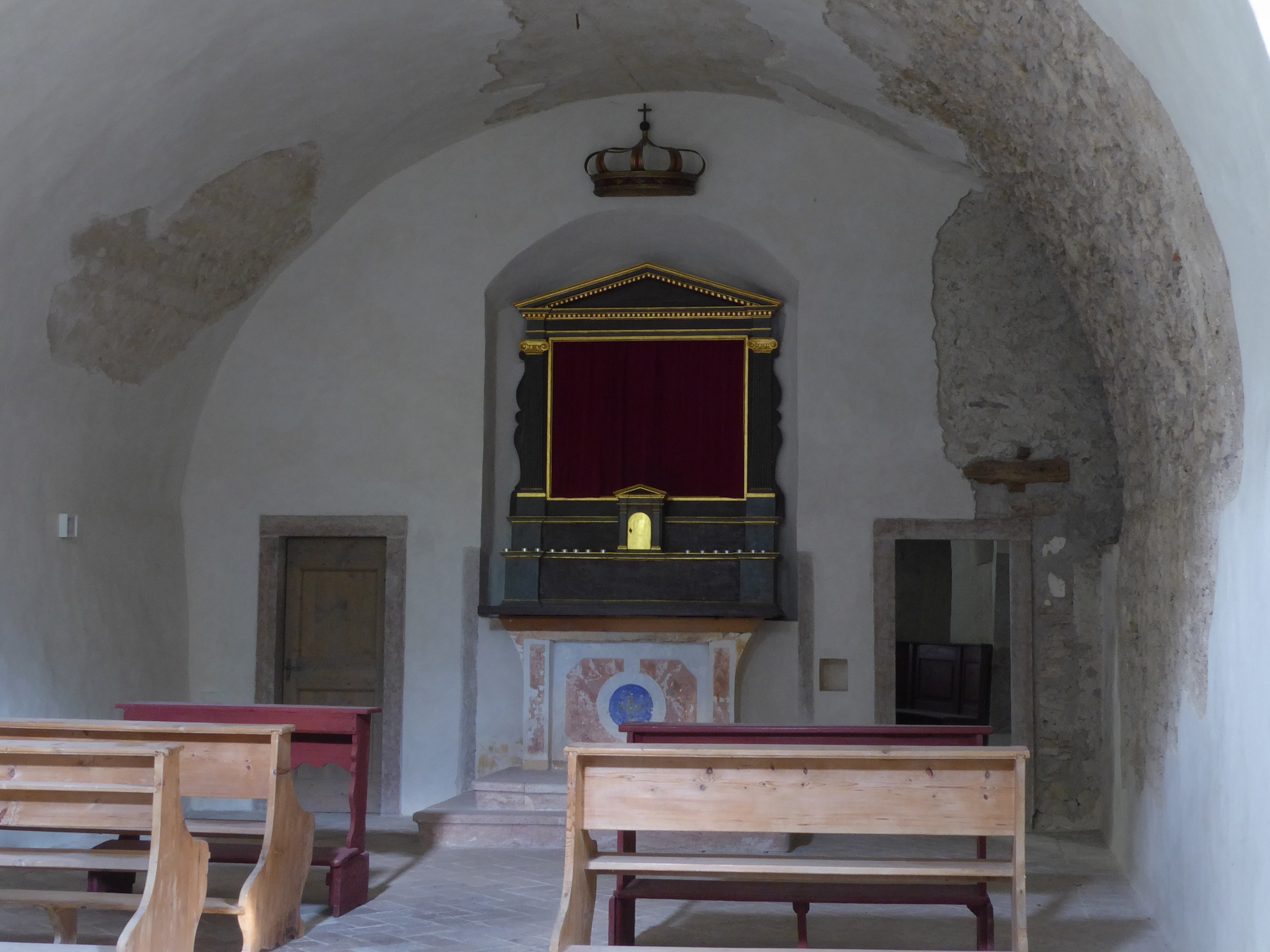
Interno

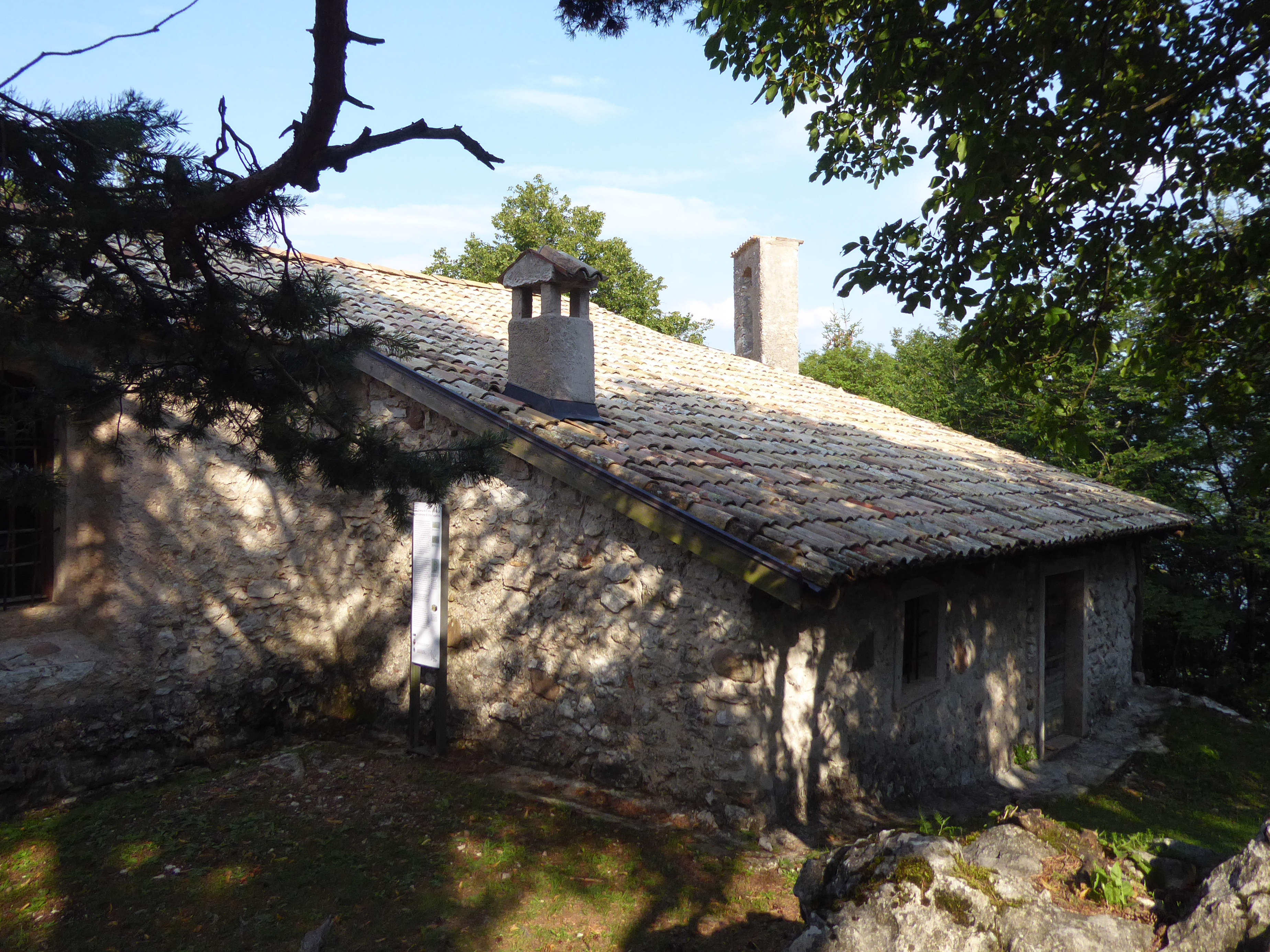
La casetta dell'eremita e, in alto, il campanile a vela

La chiesa sorge in località Trasiel, sul colle di San Martino, sovrastante una valletta umida parallela a quella di Cei, che ospita un lago-palude detto "Prà dall'Albi" o anche "lago di San Martino"; probabilmente, il luogo dove si trova la chiesa era in origine luogo di confluenza di vari percorsi, e il nome "Trasiel" sarebbe proprio da ricondurre al concetto di transito. È anche possibile che sul luogo sia esistito un castelliere tra l'età del rame e l'età del bronzo, così come che sia stato fortificato durante l'alto Medioevo.
La storia di questa chiesa è in gran parte oscura. La fondazione è ipotizzata tra il XII e il XIII secolo, o addirittura prima del X secolo, ma le prime notizie documentali risalgono al periodo tra il 1220 e il 1309, quando la chiesetta faceva parte di un complesso ospitaliero di qualche tipo gestito da una comunità religiosa.
Nel XIII secolo l'edificio venne rimaneggiato, portando l'aula alle condizioni attuali; nel contempo, forse sul fianco settentrionale, venne eretto anche un campanile, ora non più esistente (nel Museo civico di Rovereto vi è un affresco strappato dalla sala grande del castello di Castellano, databile a fine Cinquecento o inizio Seicento, con raffigurata la chiesetta di San Martino dotata di due piccoli campanili).
Caduto successivamente in disuso lo xenodochio, nel Seicento la chiesa acquistò carattere eremitico, che a sua volta cessò entro la fine del Settecento.

## Descrizione

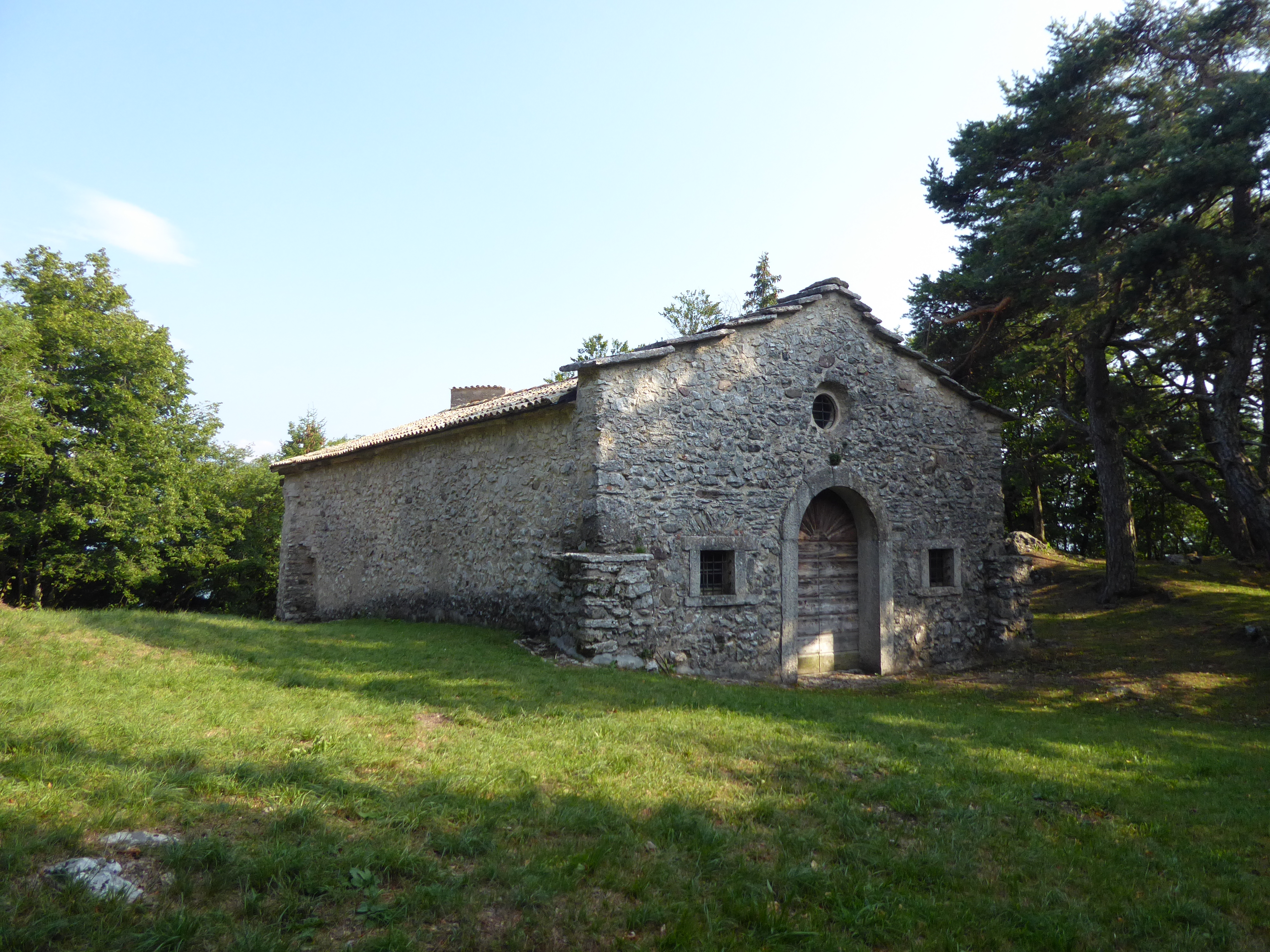
Vista dall'angolo sinistro

L'edificio si presenta con facciata a capanna chiusa tra due barbacani, aperta al centro da un portale lapideo a tutto sesto affiancato sui due lati da altrettante finestrelle rettangolari, mentre più in alto è forata da un oculo strombato; un'altra finestra, strombata a tutto sesto, dà luce alla navata sul fianco destro, mentre la parte sinistra è cieca (è presente un ingresso laterale tamponato). Il retro della chiesa si conclude con l'abside semicircolare, movimentata da quattro lesene e illuminata da una finestre rettangolare, e sormontata da un campanile a vela. Dalla parete destra, in posizione arretrata, emerge l'abitazione dell'eremita, di forma rettangolare, con ingressi e finestre sui lati sud ed est.
L'interno è articolato in un'unica navata spoglia, coperta da una volta a botte e comprendente il presbiterio (non vi è alcuna distinzione tra i due ambienti); nella parete di fondo si trovano l'altare, incasellato dentro una nicchia centinata, e ai suoi lati gli accessi al vecchio presbiterio e all'abside catinata.